# Вольфрамат бария
Вольфрамат бария — неорганическое соединение, соль бария и вольфрамовой кислоты с формулой BaWO4,
кристаллы.

## Физические свойства
Вольфрамат бария образует кристаллы
тетрагональной сингонии,
пространственная группа I 41/a,
параметры ячейки a = 0,564 нм, c = 1,270 нм, Z = 4,
структура типа вольфрамата кальция CaWO4
.
Если синтез проводить при высоких температуре (600÷1000°С) и давлении (42÷53 кБар), то образуются кристаллы
моноклинной сингонии,
пространственная группа P 21/n,
параметры ячейки a = 1,3159 нм, b = 0,7161 нм, c = 0,7499 нм, β = 93,76°, Z = 8
.